# Nicole de Lorraine
Nicole de Lorraine, née à Nancy le 3 octobre 1608 et morte à Paris le 20,, février 1657, est duchesse de Lorraine et de Bar du 1er août 1624 au 21 novembre 1625. Elle est fille d'Henri II, duc de Lorraine et de Bar, et de Marguerite de Mantoue.

## Biographie
Un projet de mariage avec le futur Louis XIII de France est envisagé par le roi Henri IV. L'assassinat du monarque en 1610 et le rapprochement politique avec la maison de Habsbourg initié par la régente Marie de Médicis, tante de la duchesse de Lorraine Marguerite de Mantoue, fait échouer le projet.
Le duc Henri II souhaitait marier sa fille à son cousin et favori Louis de Guise, baron d'Ancerville, homme de grande valeur. Le projet fut abandonné face à l'opposition des membres de la famille ducale et de la noblesse lorraine : le baron d'Ancerville était un fils illégitime du cardinal de Guise, assassiné en 1588 et, aux yeux des opposants, ses mérites ne compensaient pas l'infériorité de sa naissance, jamais ils ne se soumettraient à un tel souverain. Après d'âpres négociations, Nicole épousa son cousin et héritier en ligne masculine, Charles, comte de Vaudémont, le 23 mai 1621. Le jeune prince s'était illustré à la bataille de la Montagne-Blanche alors qu'il n'avait que 16 ans. En compensation, le baron d'Ancerville  devenait prince de Phalsbourg et Lixheim et épousait Henriette de Lorraine, sœur de Charles.
La Lorraine et le Barrois n'étant pas régis par la loi salique, le duc Henri II pensait léguer le duché de Lorraine à sa fille, le comte de Vaudémont étant co-duc. Ainsi en fut-il à sa mort le 31 juillet 1624. Cependant, un prétendu testament de René II, retrouvé fort à propos, spécifiait que le duché ne pouvait se transmettre qu'en lignée masculine, succession qui pouvait être revendiquée par leur oncle et père François, comte de Vaudémont, fortement influencé par son fils qui trouvait sa position de co-duc humiliante. 

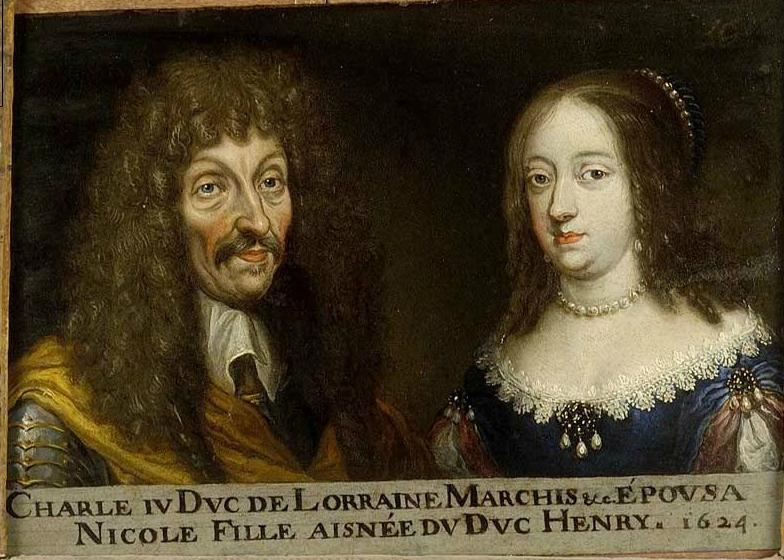
Charles IV et son épouse Nicole de Lorraine.

En novembre 1625, François de Vaudémont, s'appuyant sur « ledit testament » de René II, revendiqua le duché. Les États Généraux de Lorraine estimèrent sa requête légitime et François de Vaudémont devint duc le 21 novembre 1625. Cinq jours plus tard, il abdiqua en faveur de son fils, qui devint le duc Charles IV. Ce dernier avait ainsi réussi à écarter sa femme du pouvoir. La duchesse douairière quitta alors les duchés pour la France, dont le roi était son cousin utérin, pour plaider la cause de sa fille. Elle ne revint qu'en 1631 avec les troupes françaises. L'ex-duc François II mourut l'année suivante en affirmant qu'il n'avait jamais souhaité exercer le pouvoir.
Mariés par intérêt dynastique, le fossé qui séparait la duchesse Nicole de son mari se creusa avec les événements de 1625. Souhaitant se défaire de son épouse, Charles tenta d'abord de faire annuler son mariage par le pape, arguant de son manque de liberté lors de la réception du sacrement. Le pape s'y étant refusé, en 1631 le duc tenta d'autorité de provoquer l'invalidation de leur mariage en faisant condamner à mort - sans preuve - pour sorcellerie Melchior de la Vallée, le prêtre qui avait baptisé Nicole. Mais cette injustice ne fut pas corroborée par l'Église et Charles IV resta marié à Nicole.
En 1632, à la suite des intrigues imprudentes de son mari avec Gaston de France, les troupes françaises envahirent le Barrois et la Lorraine et, après la fuite de son mari, de sa sœur et de son beau-frère, Nicole resta le seul membre de la famille de Lorraine dans le duché. Le 24 avril 1634, elle fut transférée à Fontainebleau, mi-hôte, mi-otage.
En 1635, au prétexte qu'il n'avait pas été libre de son choix au moment du mariage, Charles en profita pour se séparer d'autorité de son épouse, mais la papauté n'accepta pas sa demande en annulation. Nonobstant le refus du pape, le duc se remaria en 1637 avec Béatrix de Cusance , princesse de Cantecroix, Baronne de Belvoir, veuve d'Eugéne-Léopold de Granvelle, dit d'Oiselet, prince du Saint-Empire,et, après plusieurs admonitions papales. Excommuniés en 1642, Charles IV dut alors se séparer de sa seconde épouse avec laquelle il aura 2 enfants vivants, Anne de Lorraine, future princesse de Lillebonne et Charles-Henri, prince de Vaudémont (un premier fils, François, né en 1637, meurt en février 1638). Considérés par le droit canon comme illégitimes, ils ne pouvaient succéder à leur père
Pendant ce temps, Nicole s'épuisait en missives auprès des cours européennes - notamment celle de Rome - pour faire reconnaître ses droits d'épouse et de souveraine. Après l'arrestation en 1654 de Charles IV par les Espagnols, allié devenant gênant, elle tenta plusieurs démarches afin d'obtenir sa libération, mais mourut avant que celle-ci ne soit obtenue et que ses duchés n'aient retrouvé leur indépendance. La duchesse de Lorraine et de Bar ne revit jamais ses pays ni sa famille. Elle mourut à l'hôtel de Lorraine, sis rue Pavée à Paris, en 1657 à l'âge de 48 ans.

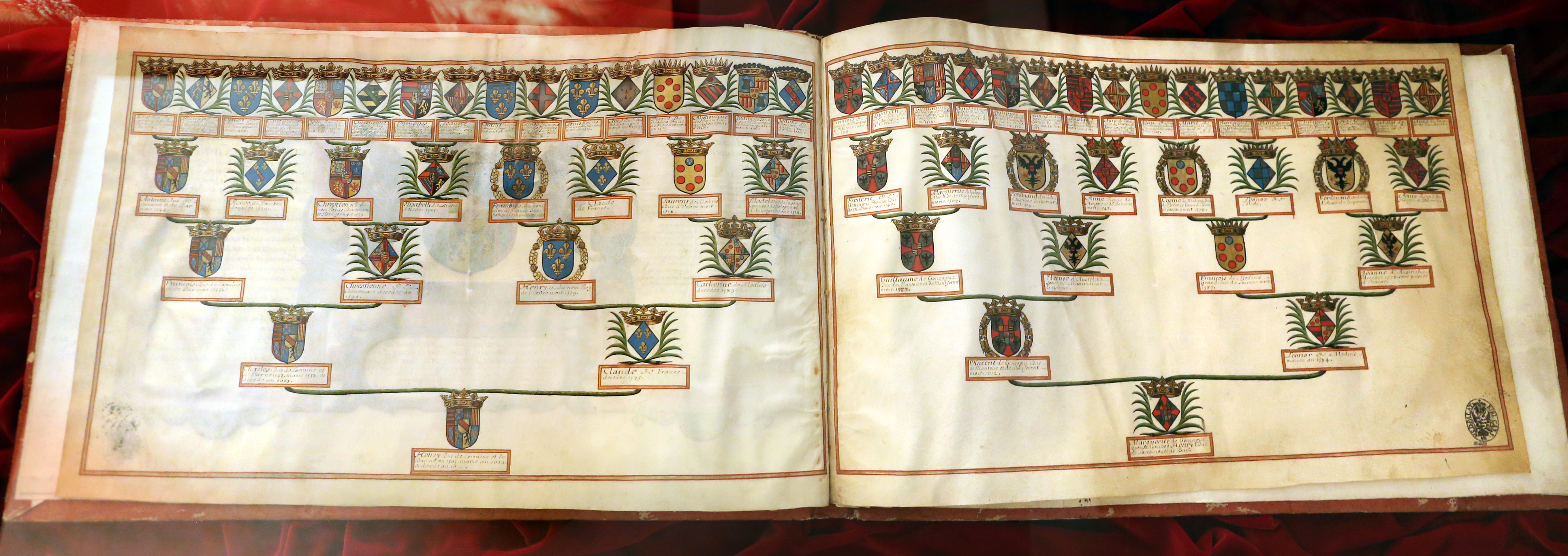
Ancêtres de la duchesse Nicole (bibliothèque Laurentienne).

## Sources
- Jacqueline Carolus-Curien, Pauvres duchesses, Metz, Serpenoise, 2007, 215 p. (ISBN 9782876927155), p. 159-178
- Henry Bogdan, La Lorraine des ducs, sept siècles d'histoire, Perrin, 2005 [détail des éditions] (ISBN 2-262-02113-9)
- Georges Poull, La Maison ducale de Lorraine, Nancy, Presses universitaires de Nancy, 1991, 575 p. [détail de l’édition] (ISBN 2-86480-517-0)
- Alexandre Martin, Le Pays Barrois, Géographie et Histoire Les Éditions du Bastion 1984